# Боксіг (комуна)
Боксіг (рум. Bocsig) — комуна у повіті Арад в Румунії. До складу комуни входять такі села (дані про населення за 2002 рік):
- Боксіг (2339 осіб) — адміністративний центр комуни
- Минереу (404 особи)
- Репсіг (810 осіб)

Комуна розташована на відстані 392 км на північний захід від Бухареста, 55 км на північний схід від Арада, 132 км на захід від Клуж-Напоки, 91 км на північний схід від Тімішоари.

## Населення
За даними перепису населення 2002 року у комуні проживали 3553 особи.
Національний склад населення комуни:
| Національність | Кількість осіб | Відсоток |
| -------------- | -------------- | -------- |
| румуни         | 3210           | 90,3%    |
| цигани         | 242            | 6,8%     |
| угорці         | 95             | 2,7%     |
| німці          | 5              | 0,1%     |
| євреї          | 1              | < 0,1%   |

Рідною мовою назвали:
| Мова      | Кількість осіб | Відсоток |
| --------- | -------------- | -------- |
| румунська | 3380           | 95,1%    |
| угорська  | 87             | 2,4%     |
| циганська | 84             | 2,4%     |
| німецька  | 2              | 0,1%     |

Склад населення комуни за віросповіданням:
| Релігія                                       | Кількість осіб | Відсоток |
| --------------------------------------------- | -------------- | -------- |
| православні                                   | 2709           | 76,2%    |
| греко-католики                                | 415            | 11,7%    |
| п'ятдесятники                                 | 154            | 4,3%     |
| баптисти                                      | 110            | 3,1%     |
| римо-католики                                 | 74             | 2,1%     |
| адвентисти                                    | 22             | 0,6%     |
| реформати                                     | 21             | 0,6%     |
| старообрядці                                  | 10             | 0,3%     |
| лютерани (Синодально-пресвітеріанська церква) | 1              | < 0,1%   |
| лютерани                                      | 1              | < 0,1%   |
| атеїсти                                       | 1              | < 0,1%   |